# Акция протеста в Минске (19 декабря 2010)
Декабрьская акция протеста в Минске — акция протеста в Минске, начавшаяся 19 декабря 2010 года против результатов президентских выборов 2010 года. В самой Беларуси событие известно под названием «Площадь-2010» (бел. «Плошча-2010»). Основная часть протестующих собралась на Октябрьской площади, откуда собравшиеся (по разным оценкам, от 30 до 60 тысяч человек) направились на площадь Независимости, где потребовали проведения повторных выборов — без участия действующего руководителя страны Александра Лукашенко. Однако белорусские власти не пошли на диалог с протестующими. Был осуществлён силовой разгон демонстрации внутренними войсками, силовиками были задержаны сотни протестующих, в том числе семь кандидатов в президенты. В последующие дни после разгона демонстрации оппозиция организовала ряд менее массовых акций протеста.
США и ЕС осудили действия белорусских властей; Россия одобрила силовое подавление демонстрации.

## Предыстория
Противостояние избранного в 1994 году президента Александр Лукашенко с оппозицией началось в начале его правления. Причиной были как идеологические разногласия, так и стремление Лукашенко действовать в обход парламента, в котором он не имел однозначной поддержки. Действия президента у власти привели к противостоянию с парламентом. Тем не менее, в 1995 и 1996 годах президент, пользуясь поддержкой населения, сумел провести в свою пользу два референдума, в результате которых он, среди прочего, получил право на роспуск парламента. Несмотря на рекомендательный характер референдума 1996 года парламент был распущен, а новый набран без выборов из числа согласных в него войти парламентариев.
Часть депутатов, не признавшая роспуск парламента, продолжила проводить заседания старого парламента, а в 1999 году сформировала альтернативный избирком и попыталась организовать президентские выборы. Организованные оппозицией выборы оказались несостоявшимися. В 2000 году состоялись выборы в новый парламент, сформированный в 1996 году указом президента. Выборы были бойкотированы большинством противников президента, продолживших деятельность в качестве непарламентской оппозиции. Оппозиционные митинги (например, Чернобыльский шлях) разгонялись милицией. В 1999 году произошли исчезновения оппозиционных политиков, расследования которых так и не были завершены.
В 2004 году в результате нового референдума было снято ограничение на количество президентских сроков. Лукашенко получил возможность участвовать в выборах 2006 года и по официальным данным, не признанным оппозицией и странами Запада, одержал победу. Состоявшаяся послевыборная волна акций протестов не привела к существенным изменениям в политической жизни страны. Позднее Лукашенко заявил о желании баллотироваться и на четвёртый президентский срок, выборы были назначены на 19 декабря 2010 года.

## Подготовка
Кандидаты в президенты Владимир Некляев, Андрей Санников, Виталий Рымашевский, Николай Статкевич ещё до выборов стали призывать своих сторонников выйти на митинг 19 декабря. Местом проведения митинга, как и во время двух предыдущих выборов, была назначена Октябрьская площадь.
Непосредственно перед проведением акции протеста власти стянули к Октябрьской площади силы милиции, а также заблокировали ряд оппозиционных сайтов.

## Ход событий

### 19 декабря

#### Итоги выборов
По данным ЦИК, первое место у Александра Лукашенко — 79,65 % голосов, Григорий Костусёв набрал 1,97 %, Алесь Михалевич — 1,02 %, Владимир Некляев — 1,78 %, Ярослав Романчук — 1,98 %, Виталий Рымашевский — 1,09 %, Андрей Санников — 2,43 %, Николай Статкевич — 1,05 %, Виктор Терещенко — 1,19 %, Дмитрий Усс — 0,39 %, против всех — 6,47 % и недействительных голосов — 0,97 процента избирателей.
К вечеру 19 декабря, на Октябрьскую площадь собираются несогласные с объявленными результатами выборов, считающие их сфальсифицированными.

#### Нападение на сторонников Некляева
Владимир Некляев вёл своих сторонников с улицы Немига на Октябрьскую площадь, однако до площади они не дошли. Митингующих сопровождал милицейский микроавтобус со звукоусиливающей аппаратурой. Путь демонстрантам преградил автомобиль ГАИ. Некляев потребовал, чтобы им открыли проход, на что милиция ответила отказом. Тогда ряд активистов попробовал оттащить автомобиль ГАИ с проезжей части. В этот момент в самой колонне взорвалось несколько петард. Люди бросились в разные стороны, началась паника. В этот момент появился милицейский спецназ, стал бросать людей на землю. Был жестоко избит Некляев, представитель его штаба Сергей Возняк. По свидетельствам Некляева, его лично избивал командир «Алмаза» Николай Карпенков. У журналистов забрали и повредили камеры и мобильные телефоны. Многих людей избили, в том числе корреспондента «Нью-Йорк Таймс» г-на Хилла. Некляева на руках перенесли в офис компании «Говори правду» и вызвали скорую помощь. До её приезда политик пришёл в себя. У него разбито лицо. Некляева увезли в больницу скорой помощи с подозрением на черепно-мозговую травму и сотрясение мозга. Глава штаба Некляева Андрей Дмитриев призвал оставшихся около офиса активистов кампании «Говори правду!» всё же проследовать на Октябрьскую площадь, в конце призыва он заявил: «Нельзя просто так втаптывать людей в грязь и снег. Мы не должны сгибаться».

#### От Октябрьской площади к площади Независимости
С 20:00 по 21:00 на Октябрьской площади собралось, по разным оценкам, от 28 до 33 тыс. человек. Для препятствования проведению митинга по центру площади был залит каток, на котором было достаточно много катающихся. Играла громкая музыка. Люди всё прибывали, но из аппаратуры вначале были только мегафоны. Тем не менее лидерам оппозиции удалось провести короткий митинг, выступая со ступенек Дворца профсоюзов, в конце которого появилась звуковая аппаратура, которую доставили активисты «Европейской Беларуси». Собрались почти все кандидаты в президенты и их штабы. На площади были озвучены экзитполы украинских, российских и белорусских независимых социологических служб. По этим данным, Лукашенко набирал около 40 процентов и должен был состояться второй тур президентских выборов.
С Октябрьской площади оппозиционные кандидаты в 21:05 повели митинг к площади Независимости, где находится Дом Правительства, в котором сейчас шёл подсчёт голосов. Во время движения в направлении площади Независимости демонстранты скандировали лозунги, держали в руках флаги и транспаранты. Никаких предметов, которые бы свидетельствовали о намерении насильственных действий, в их руках не было зафиксировано. Достигнув площади в 21:45, они попытались вступить в переговоры с правительством, требовали показать им бюллетени голосования, но им отказали в этом. Ни один из присутствующих кандидатов и других выступающих не призывал к захвату здания органа государственного управления, велась речь о переговорах и продолжение акции протеста 20 декабря на этой же площади. Митингующие скандировали: «Уходи!», «Требуем свободных выборов», «Новые выборы без Лукашенко!».

#### Штурм Дома Правительства
Далее между 22:05 и 22:25 группа неустановленных лиц (15 человек) стала штурмовать Дом Правительства. При штурме была выломана дверь и разбиты окна,но за дверями были поставлены шкафы, которые не дали никому войти внутрь. Есть версии о том, что штурмующими были провокаторы, выполнявшие приказы властей. Известно, что основная часть митингующих не участвовала в штурме, а просто стояла рядом, (поддались на провокацию лишь несколько человек). Некоторые участники митинга даже пытались остановить людей, которые начали штурмовать здание. В это же время по крайней мере некоторые из лидеров оппозиции призывали прекратить попытки штурма. Часть митингующих стала расходиться. При этом правоохранительные органы никак не реагировали на поведение людей, которые совершали противоправные действия, не пытались их остановить и изолировать от других демонстрантов. По мнению правозащитного центра «Вясна» и БКХ, которые осуществляли наблюдение за проведением данной акции, подобные действия сил правопорядка могут свидетельствовать о спланированном и управляемом характере совершённой провокации с целью оправдания дальнейших силовых действий против участников акции протеста.
В ответ на попытку штурма около 22:30 милиция, солдаты из Бобруйска, бойцы «Алмаза», став плотной цепочкой в несколько рядов, начали оттеснять и избивать оставшихся на площади участников митинга от 5 до 10 тыс. человек. Митингующих били дубинками без разбору, били ногами в тяжёлых ботинках, отшвыривали тяжёлыми железными щитами. В отношении мирных демонстрантов, в том числе женщин, несовершеннолетних и лиц пожилого возраста, применялась физическая сила и специальные средства (резиновые дубинки), когда митингующие падали на скользком льду, «их топтали ногами». Это привело к большому количеству травмированных и раненых среди участников демонстрации. Десятки людей были вынуждены обратиться за медицинской помощью. Есть информация, что при разгоне шествия милиция применила против демонстрантов шумовые гранаты. Всё это заставило последних протестующих покинуть площадь около 23:20.
Были задержаны Костусёв, Михалевич, Рымашевский, Санников, Статкевич и Усс, руководители их штабов и доверенные лица, более 630 сторонников, также ряд журналистов и иностранных граждан. Кроме того, при разгоне митинга от действий милицейских спецподразделений пострадали десятки переодетых милиционеров, находившихся в толпе. Среди пострадавших есть также и журналисты. Большая часть демонстрантов была задержана уже после разгона митинга на существенном расстоянии от места его проведения. Также известны случаи задержания совершенно случайных людей. Избитый ранее Владимир Некляев вывезен сотрудникам КГБ из больницы.
Позднее государственными каналами было заявлено, что в подготовке акции протеста оппозиции якобы помогали спецслужбы Польши и Германии.

### 20—21 декабря
20 декабря в 18:00 на площадь Независимости вышло от 50 до 200 человек, но они тут же были разогнаны сотрудниками правоохранительных органов.
21 декабря в 18:00 у приёмника-распределителя «Окрестино», где содержались задержанные 19 и 20 декабря, собралось около 200 человек со свечами в знак солидарности с задержанными. Через 35 минут руководство минской милиции обратилась к журналистам, которые пришли к тюрьме. Им сказали, чтобы они отделились от участников акции. Представитель столичной милиции заявил: «Это незаконное сборище, и правоохранительные органы будут применять необходимые в такой ситуации меры». В 18:50 после предупреждения со стороны милиционеров молодёжные активисты Михаил Пашкевич и Франак Вечёрка призвали всех отойти от стены тюрьмы на десяток метров. Перед тем как отступить, все поставили зажжённые свечи в снег у стены. После митингующие стали скандировать: «Свабоду» и «Жыве Беларусь». В митинге участвовали Александр Милинкевич и Григорий Костусёв. Акция продолжалась до 19:30.

## Положение задержанных
Задержанные на акции протеста не имели доступа к адвокатам, ничего не сообщалось о состоянии их здоровья.
После суда многих задержанных везли в изолятор в Жодино. Задержанные так же отмечали невыносимые условия содержания в СИЗО. Как говорит Григорий Костусев, его сын успел позвонить и сказал, что его сильно били. Люди, которые разными путями передают информацию с места заключения, говорят, что нет возможности встретиться с адвокатами, не дают возможности пить, плохо с продуктами. В списках задержанных записаны не все арестованные. К примеру, там нет сына Г. Костусева, осуждённого на 15 суток.

## Реакция в мире
- Посольство США в Беларуси осудило «чрезмерное применение силы властью» Беларуси.
- Президент Европарламента Ежи Бузек заявил: «Такое поведение неприемлемо для международного сообщества. Я требую, чтобы президент Александр Лукашенко немедленно остановил подобные действия со стороны всех правоохранительных сил и наказал всех, причастных к этому»[31].
- 20 декабря 2010 года Европарламент осудил разгон акции протеста, заявив, что не считает выборы свободными, честными и прозрачными[32].
- Уполномоченный по правам человека правительства Германии Маркус Ленинг[нем.], узнав, что задержанные на Площади не имели доступа к адвокатам и неизвестно состояние их здоровья, заявил: «Всё это напоминает самые мрачные советские времена, когда врывались по ночам, забирали людей прямо из постели, а родственники потом не могли выяснить, что происходит с их близкими»[30].
- Посол Российской Федерации в Беларуси Александр Суриков заявил: «Оппозиция с самого начала делала ставку на Площадь. Это была попытка жёлтой, оранжевой революции, попытка засветиться перед Западом»[9].

## В искусстве
- Жыве Беларусь! - художественный фильм о политическом режиме Александра Лукашенко, о правах человека во время его правления и о современной армейской системе Белоруссии также затрагивающий тему президентских выборов и протестов в декабре 2010 года.

## Фильмы
- «Белорусская мечта». Автор — журналистка Екатерина Кибальчич
- «Даволі! Да Волі…» Док. фильм Андрея Кутило и Вячеслава Ракицкого
- «Жыве Беларусь!»
- «Дойти до Площади». (реж. Галина Самойлова)
- «Обыкновенные выборы»
- «Железом по стеклу»
- «Ловушка для оппозиции»
- «Мы, братья…» (другие названия — «Авель», «Код Каина»)
- «Лукашенко. Уголовные Материалы»[33]
- «Площадь 2010. Эксклюзив»